# Ardisia viburnifolia
Ardisia viburnifolia är en viveväxtart som beskrevs av Pitard. Ardisia viburnifolia ingår i släktet Ardisia och familjen viveväxter. Inga underarter finns listade i Catalogue of Life.